# Leng
Leng o Y'Pawfrm e'din Leng es el nombre de una ciudad imaginaria del Asia Central a que se hace referencia en varios de los relatos del escritor norteamericano Howard Phillips Lovecraft.
La «inaccesible Leng» se menciona, en «El sabueso», como sede del culto de los devoradores de cadáveres. Uno de los sonetos del ciclo «Hongos de Yuggoth» («El faro del anciano») proporciona datos adicionales sobre Leng, donde, según parece, hay un faro; dentro de él, «el último Anciano vive solo / hablando al Caos con redobles de tambores».
- Datos: Q2890193